# Cesare Genovesi
Cesare Genovesi (Genova, 17 dicembre 1897 – ...) è stato un calciatore italiano, di ruolo difensore.

## Statistiche

### Presenze e reti nei club
| Stagione                | Club                    | Campionato      | Campionato | Campionato |
| Stagione                | Club                    | Comp            | Pres       | Reti       |
| ----------------------- | ----------------------- | --------------- | ---------- | ---------- |
| ????-1924               | Enotria Goliardo        | Prima Divisione | 0          | 0          |
| 1924-1925               | Inter                   | Prima Divisione | 1          | 0          |
| 1925-????               | Pro Patria              | Prima Divisione | 4          | 0          |
| Totale Enotria Goliardo | Totale Enotria Goliardo |                 | ?          | ?          |
| Totale Inter            | Totale Inter            |                 | 1          | 0          |
| Totale Pro Patria       | Totale Pro Patria       |                 | 4          | 0          |
| Totale carriera         | Totale carriera         |                 | 5          | 0          |